# Xantharus siedleckii
Xantharus siedleckii is een eenoogkreeftjessoort uit de familie van de Scolecitrichidae. De wetenschappelijke naam van de soort is voor het eerst geldig gepubliceerd in 2004 door Schulz & Kwasniewski.